# Ioannis Maniatis
Ioannis "Giannis" Maniatis (Græsk: Γιάννης Μανιάτης, født 12. oktober 1986 i Livadia, Grækenland) er en græsk fodboldspiller (defensiv midtbane/(højre back), der spiller for Alanyaspor i Tyrkiet.
Maniatis står (pr. april 2018) noteret for 50 kampe og én scoring for Grækenlands landshold, som han debuterede for 11. august 2010 i en venskabskamp mod Serbien. Han repræsenterede sit land ved både EM i 2012 og VM i 2014.